# マルクス・ウァレリウス・ウォルスス
マルクス・ウァレリウス・ウォルスス（Marcus Valerius Volusus）またはウォレスス（Volesus）またはマルクス・ウァレリウス・ウォルスス・マクシムスは紀元前505年の共和政ローマの執政官（コンスル）である。同僚執政官はプブリウス・ポストゥミウス・トゥベルトゥスであった。

## 経歴

### 初期のキャリア
紀元前508年、前年追放された元ローマ王タルクィニウス・スペルブスの亡命先である、クルシウムの王ラルス・ポルセンナが軍を率いてローマへ侵攻すると、指揮官の一人として防衛戦に加わったと思われる。

### コンスルシップ
紀元前505年、執政官就任中にサビニ族との戦闘に勝利し凱旋式を挙行している。リウィウスはただその事実を伝えるのみで、詳細は不明。

### 最後
紀元前496年、ラテン同盟との間にレギッルス湖畔の戦いが発生、ローマは戦闘には勝利したものの、ウォルススは戦死した。ラテン同盟軍にはタルクィニウス・スペルブスとその子セクストゥスが加わっていたが、ウォルススはセクストゥスを殺そうとして敵陣に突っ込み、逆に彼の兵に殺害されたとされる。

### 一族
父はウァレリウス・ウォルススであり、兄弟に紀元前509年、508年、507年、504年の執政官を務めたプブリウス・ウァレリウス・プブリコラ、紀元前494年の独裁官であるマニウス・ウァレリウス・マクシムスがいる。
子息のルキウス・ウァレリウス・ポティトゥスは紀元前483年と470年に執政官となっている。

## 参考資料
- ティトゥス・リウィウス、『ローマ建国史』、1:58, 2:16, 2:18-2:20.
- プルタルコス、『対比列伝: プブリコラ』
- ウィリアム・スミス、『Dictionary of Greek and Roman Biography and Mythology』
- T. R. S. Broughton (1951, 1986). The Magistrates of the Roman Republic Vol.1. American Philological Association p.5